# AmigaOS
AmigaOS is het standaard besturingssysteem van de Amiga- en de AmigaOne-pc's.

## AmigaOS-componenten
Tot versie 3.5 werd AmigaOS in twee delen uitgebracht, Kickstart en Workbench.
Elke Kickstartversie behoort tot een specifieke versie van Amiga's besturingssysteem. Workbench 1.3 werd geacht alleen opgestart te worden op een machine met een Kickstart 1.3-ROM. Dit was niet strikt noodzakelijk, wanneer dit echter gebeurde, konden er problemen optreden. Workbench 2.1 is een uitzondering, deze was namelijk gebaseerd op Kickstart 2.04. Workbenchversies 3.5 en 3.9 gebruikten Kickstart 3.1 en laadde vervolgens ROM-updates tijdens het opstarten.

### Kickstart
Bij het eerste Amigamodel, de A1000, werd Kickstart vanaf diskette gelezen. Later werd Kickstart op een ROM-chip geplaatst die in de computer zit. De Amiga 1000 kon aangepast worden zodat deze ook de chip vanaf een ROM kon gebruiken. Alle latere modellen hadden Kickstart op een ROM-chip staan.
De Kickstart omvat de code nodig voor het opstarten en een groot deel van het AmigaOS (zoals Intuition, Exec en AmigaDOS). Intuition zijn de library's voor de grafische gebruikersinterface, Exec bevat de preemptive multitasking-microkernel en AmigaDOS de library's met betrekking tot disktoegang.
Latere versies van Kickstart bevatten stuurprogramma's voor IDE- en SCSI-controllers, PCMCIA-poorten en andere hardware die met de Amiga geleverd werden.
Met software van derden is het mogelijk om een andere versie van Kickstart in het RAM te laden en deze te gebruiken in plaats van die in het ROM, bijvoorbeeld om spellen te kunnen spelen die werkten met Kickstart 1.3 en niet met Kickstart 2.0. Deze programma's worden Softkickers genoemd.

### Workbench
Workbench is de grafische interface voor de Amigacomputer. De naam betekent letterlijk werkbank en deze metafoor komt terug in de wijze waarop iconen van (Workbench-)bestanden en directory's eruitzien. Directory's zien er bijvoorbeeld uit als een la en uitvoerbare bestanden als gereedschap. De meeste Amigaprogramma's hebben een pull-downmenu dat begint met "Project Edit" in tegenstelling tot andere platformen waarbij het pull-downmenu begint met "File Edit". De term Workbench refereert strikt genomen alleen naar het grafische bestandsbeheer van AmigaOS, maar wordt over het algemeen gebruikt om alle delen van AmigaOS aan te duiden die niet in het ROM zitten.
De Workbenchomgeving is noodzakelijk om de Amiga te laten functioneren. Er zijn veel spellen die alleen Kickstart gebruiken om op te starten, zonder het te laden. De meeste spellen laten AmigaOS zelfs het normale opstartproces niet afmaken; zij nemen een groot deel van het OS zelf over en schakelen multitasking uit.
Met veel aspecten toont Workbench overeenkomsten met de Mac OS-interface. De Workbench heeft voor ieder diskettestation een icoon en er is een enkele menubalk helemaal bovenaan het scherm. In tegenstelling tot de Mac heeft de Amigamuis twee knoppen, later drie knoppen of twee knoppen en een wiel. De rechtermuisknop wordt gebruikt voor het oproepen van pull-downmenu's.
Een bijzondere eigenschap van Workbench is de mogelijkheid om meerdere schermen te definiëren. Deze zijn conceptueel gezien gelijk aan de virtuele desktops van het X Window System, maar worden indien nodig dynamisch door applicaties gemaakt. Elk scherm kan een andere resolutie en kleurdiepte hebben. 
Rechtsboven is er een gadget waarmee tussen verschillende schermen gewisseld kan worden. Schermen kunnen ook met een titelbalk naar boven en naar beneden gesleept worden waardoor het onderliggende scherm zichtbaar wordt. Deze functionaliteit wordt verzorgd door de chips die speciaal voor de Amiga ontworpen zijn en is daardoor niet meer aanwezig op systemen die een moderne videokaart hebben.
Tot versie 3.1 van AmigaOS was er standaard geen softwarelaag om nieuwe videokaarten of audiokaarten aan te roepen. Oplossingen hiervoor die door derden geschreven waren, werden vanaf versie 3.5 meegeleverd. Deze softwarelaag bevatte echter geen stuurprogramma's voor de verschillende hardware.

## AmigaOS-versies

### Kickstart/Workbench 1.0, 1.1, 1.2, 1.3
De 1.x-versies waren de originele implementatie van AmigaOS. De standaardkleuren volgden een kenmerkend blauw en oranje kleurenschema dat ontworpen was om een hoog contrast te geven, zelfs op de slechtste televisieschermen. De kleuren konden eenvoudig door de gebruiker gewijzigd worden. Versies 1.0 en 1.1 werden op diskette uitgebracht voor de Amiga 1000. De versies 1.2 en 1.3 waren de eerste die op een ROM-chip verschenen, maar waren nog steeds op diskette beschikbaar voor de Amiga 1000-eigenaren. Deze versies op ROM werden geleverd met de A500, A1500, CDTV en A2000. 
Versie 1.1 bestond voornamelijk uit bugfixes. Met versie 1.2 werd de stabiliteit van het systeem sterk verbeterd en werd AutoConfig (tm) toegevoegd dat automatisch uitbreidingskaarten kon configureren. In versie 1.3 waren slechts enkele veranderingen in de Kickstart voornamelijk voor de ondersteuning van het opstarten vanaf een harde schijf. Voor de Workbench waren er meer veranderingen, waaronder een sneller bestandssysteem voor harde schijven, een verbeterde CLI en verschillende extra programma's.

#### A(miga)BASIC
Kickstart/Workbench 1.0 en 1.1 werden met ABasic geleverd en AmigaBasic met Kickstart/Workbench 1.2 geleverd. Met de lancering van Kickstart/Workbench 2.x werd er geen BASIC meer meegeleverd. 
AmigaBasic is een implementatie van BASIC ontworpen door Microsoft. Het richt zich op het creëren van grafische gebruikersinterfaces, terwijl ABasic zich richtte op op tekst gebaseerde applicaties.

### Kickstart/Workbench 1.4
Kickstart/Workbench 1.4 was een bètaversie van de 2.0-versie en werd nooit uitgebracht. De Kickstart werd in kleine hoeveelheden wel geplaatst in vroege Amiga 3000-computers. Het uiterlijk is vergelijkbaar aan die van versie 2.0 en hoger met slechts kleine verschillen.

### Kickstart/Workbench 2.0, 2.05, 2.1
Kickstart/Workbench 2.0 introduceerde veel grotere verbeteringen aan AmigaOS. Het kleurenschema werd vervangen door een grijs met lichtblauw kleurenschema. De Workbench was niet langer gebonden aan de resolutie van een 640x256 (PAL)- en 640x200 (NTSC)-scherm en een groot deel van het systeem was verbeterd om toekomstige uitbreidingen makkelijker te kunnen implementeren. Voor het eerst was er een standaard look and feel. Dit kwam door de Amiga Stijl Handleiding en de beschikbaarheid van library's en software die softwareontwikkelaars in staat stelden om software te maken die aan de Amigastijl voldeed. De software bevatte een bibliotheek voor de creatie van GUI-elementen, een software-installatiescripttaal (Installer) en het AmigaGuide-hypertexthelpsysteem. Met versie 2.x werd tevens ondersteuning voor de PCMCIA-kaart geïntroduceerd voor de poort in de A600.
Workbench 2.04 introduceerde Arexx, een systeemomvattende scripttaal gebaseerd op Rexx. Softwareontwikkelaars konden zogenaamde Arexxpoorten aan hun software toevoegen waarmee het programma met een Arexxscript bestuurd kan worden. Met Arexx is het mogelijk om twee programma's van verschillende softwareproducenten met elkaar te laten samenwerken.
AmigaDOS, voorheen geschreven in BCPL, was grotendeels herschreven in C.
Versies 2.x werden geleverd bij de A500+ (2.04), A600 (2.05), A3000 en A3000T. Workbench 2.1 was de laatste in deze serie, en was alleen uitgegeven als een software-update (er was dus geen Kickstart 2.1 ROM). Het bevatte onder andere als extra CrossDOS waarmee de Amiga overweg kan met diskettes van een pc.

### Kickstart/Workbench 3.0, 3.1

Overzicht van AmigaOS versies vanaf OS 3.1

Versie 3.x was een grote update waaronder:
- Datatypes, een universeel datasysteem dat programma's door een standaardplug-in in staat stelt om voor hen onbekende formaten, voor bijvoorbeeld afbeeldingen, geluid of tekst, in te lezen.
- Een systeemstandaard voor locatie-instellingen. Dit stelde de gebruiker in staat om een lijst van voorkeurstalen in te voeren. Wanneer een programma gebruikmaakt van dit systeem, vraagt het welke taalcatalogus (een bestand met de vertalingen van de teksten in de applicatie) de gebruiker het liefste heeft.
- Verbeterd visueel uiterlijk.
- Verbeterde ondersteuning voor achtergrondafbeeldingen.

Versie 3.x werd geleverd bij de CD32, A1200, A4000 en A4000T.

### AmigaOS 3.5, 3.9
Na de ondergang van Commodore gaven de eigenaren van het Amigahandelsmerk het Duitse Haage & Partner toestemming om AmigaOS te verbeteren. Met deze updates verandert ook de wijze waarop mensen Amiga's besturingssysteem noemen. In plaats van Kickstart of Workbench wordt het nu meestal gewoon AmigaOS genoemd.
De verbeteringen omvatten onder andere:
- Standaard ondersteuning cd-bestandssysteem
- Distributie op cd in plaats van diskette
- Verbeterde GUI (ReAction)
- AVI/MPEG-speler
- Ondersteuning voor harde schijven groter dan 4 GB (een limiet sinds versie 1.x)
- HTML-documentatie
- MP3- en cd-audiospeler (OS3.9)
- Verbeterde Workbench

### AmigaOS 3.1.4
In september 2018 heeft Hyperion Entertainment AmigaOS 3.1.4 uitgebracht, dit was zowel een software- als hardware-update voor alle Amiga's. In 2019 werd AmigaOS 3.1.4.1 uitgebracht als een software-update voor AmigaOS 3.1.4, voornamelijk als bugfix.
Het bevat veel fixes, moderniseert verschillende systeemcomponenten die eerder zijn geüpgraded in OS 3.9 en introduceert ondersteuning van grotere harde schijven, ook tijdens het opstarten. Het besturingssysteem ondersteunt de hele lijn Motorola 680x0 CPU's inclusief de Motorola 68060. En een gemoderniseerde Workbench met een nieuwe, optionele icon set, solid windows movement, verbeterde preferences, Shell en diskdocter. In tegenstelling tot AmigaOS 3.5 / 3.9 ondersteunt AmigaOS 3.1.4 weer de Motorola 68000 CPU.

### AmigaOS 4
Versie 4 en verder van het AmigaOS wordt onder licentie van Amiga Inc. ontwikkeld door Hyperion Entertainment. De eerst 4.0 pre-release kwam uit in 2004 en is de eerste grote update sinds de laatste officiële uitgave van AmigaOS3.9 in de jaren '90 van de vorige eeuw.
AmigaOS zorgt voor een splitsing in de ontwikkeling van het besturingssysteem: AmigaOS4 is gericht op de PowerPC. AmigaOS 3.x blijft in ontwikkeling voor de Motorola 68000-processor serie. 
AmigaOS versie 4 en hoger draait op AmigaOne-moederbord en op Amiga 1200 en 4000(T) met een PowerPC-uitbreidingskaart of via een emulatiepakket zoals Uae in Windows of op Apple systemen.
Geplande kenmerken voor AmigaOS 4.0:
- Geen oude Tripos meer
- Verbeterde TCP/IP-netwerksoftware
- Volledig configureerbare GUI
- Virtueel geheugen
- Beperkte geheugenbescherming
- Ondersteuning voor cd/dvd-schrijvers
- Geïntegreerde debugger
- Geïntegreerde lezer van pdf en andere formaten
- Verbeterd gedeeld librarymodel
- Ondersteuning PowerPC en 68k-applicaties (de laatste via emulatie)
- Verbeterde ondersteuning voor invoerhardware
- Ondersteuning voor moderne hardware

### AmigaOS 4.1
AmigaOS 4.1 Final Edition vereist geen eerdere versie van AmigaOS 4.x en is een op zichzelf staand product en de meest betaalbare versie van AmigaOS4 die ooit is uitgebracht. Hierdoor kunnen huidige gebruikers van AmigaOS 4.1 nu een complete originele versie van AmigaOS 4.1 installeren zonder vervolgens 6 updates en talloze kleine updates te hoeven downloaden of toe te passen.
Nieuwe functionaliteit in AmigaOS 4.1 Final Edition omvat maar is niet beperkt tot:
Uitgebreide geheugenfunctionaliteit (voordelig voor alle ondersteunde platforms, zelfs die platforms die niet met meer dan 2 GB kunnen worden uitgerust)
- Meest krachtige console voor AmigaOS
- Nieuwe intuïtiefuncties
- Nieuwe Workbench-functies
- Verbeterde DOS
- Nieuwe uniforme grafische bibliotheek met RTG-ondersteuning die (huidige en toekomstige) zeer substantiële algemene en platformspecifieke prestatie-optimalisaties mogelijk maakt. Bijvoorbeeld door het gebruik DMA (aanwezig op recent vrijgegeven hardware die teruggaat naar de Sam440)
- Bijgewerkte Python-poort
- Installatiegrafiek, nieuwe pictogrammen en back-drops van Martin Merz
- Talloze kleine updates, nieuwe functionaliteit en bugfixes.

### AmigaOS 4.1 Final Edition Update 1
Op 31 december 2016 kwam de laatste update van OS4 uit waarbij naast bugfixes ondersteuning van schijven of SSD's van >2TB mogelijk werd en Zorro3 geheugen als systeemgeheugen is te gebruiken.
Kleine updates van het besturingssysteem zijn de laatste jaren verschenen via de 'Amiupdate' mogelijk in de Amiga Workbench: updates worden via internet opgehaald.

## Trivia
In sommige versies van AmigaOS zijn berichten verstopt.
- In versie 1.x moeten beide shift-toetsen en beide alt-toetsen ingedrukt worden, tezamen met een van de functietoetsen F1 tot F10 om een geheime boodschap in de titelbalk te krijgen. Wanneer bijvoorbeeld F10 ingedrukt werd met beide shift- en alt-toetsen kwam er het bericht: "Moral support: Joe Pillow and the Dancing Fools".
- In versie 2.x en 3.0 kon een geheim bericht opgeroepen worden door herhaaldelijk "About..." in het Workbenchmenu te selecteren en het dialoogvenster open te laten staan. Het bericht komt dan in het dialoogvenster te staan wanneer er al ongeveer 20 vensters gelijktijdig openstaan.
- In versie 3.1 is het geheime bericht openlijk in het "About..."-dialoogvenster te lezen.